# TG4

TG4台徽

TG4（中文译为爱尔兰语第四频道）是愛爾蘭的一家公共廣播電視台，也是愛爾蘭的第三家國家電視台、世界原住民廣電聯盟成员，节目主要以愛爾蘭語播出。TG4於1996年10月31日開播，覆盖愛爾蘭98%的家庭和英国的北爱尔兰地区，通過無線數位電視、有线、卫星和IPTV等方式播出。在1999年之前，TG4曾名為Teilifís na Gaeilge（爱尔兰语电视台），简称TnaG。2012年，TG4正式开始高标清同播。TG4和愛爾蘭廣播電視合办愛爾蘭語新闻节目多年，收播期间会转播法国24小时新闻频道（英文版）。

## 外部連結
- Official Site（页面存档备份，存于） http://www.tg4.ie（页面存档备份，存于） http://www.tg4.ie/en/（页面存档备份，存于）